# Зенон Клишко
Зенон Клишко (пол. Zenon Kliszko; 8 грудня 1908, Лодзь — 4 вересня 1989, Варшава) — польський комуністичний політик, член політбюро та секретар ЦК ПОРП у 1959—1970 роках. Найближчий сподвижник Владислава Гомулки, ідеолог ПОРП. Відповідальний за кровопролиття при придушенні робітничих протестів у грудні 1970 року.

## У комуністичному русі
Закінчив факультет журналістики та політології Варшавського університету. У 17-річному віці приєднався до молодіжної комуністичної організації. У 1931—1938 роках перебував у Комуністичній партії Польщі. Заарештовано з політичних мотивів у 1933 році, звільнився за медичною довідкою про психічну неповноцінність.
У 1942 році вступив до Польської робітничої партії (ПРП). Опікувався нелегальним партійним друком. У 1944 році у складі Армії Людової брав участь у Варшавському повстанні.
Перебравшись до Любліна, де базувався Польський комітет національного визволення, познайомився та зблизився з Владиславом Гомулкою. Між ними склався політичний тандем, у якому Гомулка грав роль політичного лідера, Клишко — ідеолога та політичного провідника.

## Післявоєнний період
Став членом Крайової Ради Народової — політичного органу на чолі з Болеславом Берутом. Керував парламентським клубом ПРП у сеймі. З 1948 року — член ЦК ПОРП. У 1948—1949 роках — заступник міністра юстиції.
У період інтенсивної сталінізації 1948—1953 років, яка супроводжувалася партійним чищенням, зазнав репресій. 13 листопада 1949 року виведено зі складу ЦК ПОРП"за втрату пильності перед класовим ворогом" (ефект від «справи Гомулки»). У 1953 році виключено з ПОРП і заарештовано.
Звільнений у 1954 році(одночасно з Гомулкою). Працював редактором у науковому видавництві PWN. У 1956 році разом з Гомулкою відновлено у ПОРП.

## Партійно-державна кар'єра
З 1957 року — секретар ЦК ПОРП. З 1959 року — заступник міністра юстиції. Чотири рази обирався до сейму ПНР, був його віцеголовою та головою парламентського клубу ПОРП. У партійному керівництві опікувався ідеологією та пропагандою, завжди підтримував Гомулку. У 1957—1970 роках неформально був другою після Гомулки особою у партійно-державній ієрархії ПНР.
До кінця 1960-х років Клишко, який півтора десятиліттями раніше став жертвою сталінських репресій, сам дотримувався цілком ортодоксальної ідеологічної лінії. Він зблизився з націонал-комуністичною «фракцією партизанів» Мечислава Мочара. Курс Клишка означав тиск на польську інтелігенцію та конфлікти з польською католицькою церквою. Така політика вела до зростальної конфронтації ПОРП з суспільством. При цьому Клишко вирізнявся не тільки ідеологічним догматизмом, а й політичною короткозорістю: так, при конфліктах з примасом Польщі кардиналом Вишинським, він сприяв обранню архієпископом Кракова Кароля Войтили — майбутнього Папи Римського Івана Павла II, рішучого антикомуніста та майбутнього найавторитетнішого соратника Солідарності, помилково розраховуючи на його лояльність.
У січні 1968 року Клишко переконав Гомулку заборонити постановку у Польському театрі популярної п'єси «Dziady» за драматичною поемою Адама Міцкевича. Твір, пройнятий романтичним польським патріотизмом, віднесли до«антирадянських» і «русофобських». Результатом стали студентські протести у Варшаві, які переросли у політичну кризу й антисемітську кампанію влади.

## Грудневий розстріл. Відставка
У грудні 1970 році у промислових центрах Балтійського узбережжя спалахнули робітничі протести проти підвищення цін. Проти робітників було кинуто ЗОМО й армійські частини. Політичне розпорядження застосувати зброю за погодженням із Гомулкою віддав Клишко.
У Гдині 17 грудня 1970 року загинули 13 людей (Czarny czwartek — Чорний четвер). Загалом за 15—18 грудня у містах Балтійського узбережжя загинуло 44 особи, поранено понад 1100. Генерал Тадеуш Тучапський (який також брав участь у грудневому кровопролитті) пізніше назвав Клишка другим у переліку відповідальних.
Криваві події у Гдині, Гданську, Щецині, Ельблонзі призвели до падіння Гомулки та повної зміни керівництва країни. Партійне керівництво залишив і Клишко. 20 грудня 1970 року його виведено з політбюро та секретаріату, 7 лютого 1971 року — з ЦК ПОРП. Більше не брав участі у політиці.

## Смерть
Помер у 1989 році, рівно через три місяці після «напіввільних виборів», на яких ПОРП зазнала нищівної поразки.
Як учасник Варшавського повстання похований на цвинтарі Військові Повонзки.

## Кінообраз
Зенон Клишко фігурує як персонаж у фільмі «Чорний четвер» (Czarny czwartek) (роль виконав Пйотр Фрончевський).